# أراكان
أراكان هو الاسم الجغرافي التاريخي للمنطقة الساحلية الشمالية الشرقية لخليج البنغال، والتي تغطي بنغلاديش وميانمار الحاليتين. وقد سُميت المنطقة "أراكان" لعدة قرون. وترتبط عمومًا بولاية راخين في ميانمار. وكان سكان المنطقة يُعرفون باسم الأراكانيين. وعندما نالت بورما استقلالها عن بريطانيا عام 1948 م، سُمي الجزء البورمي من المنطقة ولاية أراكان. وقد غير المجلس العسكري البورمي اسمه إلى ولاية راخين عام 1989 م إلى جانب تغيير اسم البلاد من بورما إلى ميانمار، واسم عاصمتها من رانغون إلى يانغون. معظم الأراكانيين هم من البوذيين والمسلمين السُّنّة.
يعود تاريخ أولى ولايات أراكان إلى القرن الرابع الميلادي. كانت أراكان من أوائل الممالك التي استوطنت الهند في جنوب شرق آسيا. كانت موطنًا لتمثال بوذا المقدس ماهاموني، والذي نُقل لاحقًا إلى ماندالاي على يد الغزاة البورميين في القرن الثامن عشر. لمدة 356 عامًا بين عامي 1428 و1784، حكمت مملكة مراوك يو أراكان من مدينة مراوك يو. في عام 1784، ضمت سلالة كونباونج أراكان في عهد الملك بودابايا.

التوسع الأراكاني خلال عام 1630

كان قسم أراكان جزءًا من الهند البريطانية ووقع لاحقًا تحت الحكم البريطاني في بورما. كانت أراكان مصدرًا رئيسًا للأرز في العالم خلال القرنين التاسع عشر وأوائل القرن العشرين. وخلال الحرب العالمية الثانية، شنت قوات الحلفاء العديد من حملات أراكان ضد اليابانيين كجزء من حملة بورما. بعد استقلال بورما عام 1948، شهدت أراكان حركة من أجل الحكم الذاتي. تدهورت حقوق الإنسان في البلاد بعد الانقلاب البورمي عام 1962 م. في عام 1974، تم سن قانون جنسية تمييزي. في عام 1982، تم تجريد معظم المسلمين الأراكانيين من جنسيتهم، في محاولة لإزالة التاريخ والمعالم الإسلامية من البلاد. قدم الحكام العسكريون في بورما نظامًا منفصلًا للمواطنة، ميّز ضد المسلمين. وقد شهد إزاء ذلك كل من البوذيين والمسلمين الأراكانيين قومية متنامية، شمل ذلك آمال الحكم الذاتي. وانتهى هذا بأن تكون المنطقة موقعًا للإبادة الجماعية للروهينجا المسلمين في عامي 2016 و2017 م. أدانت عدة دول إسلامية المجازر التي تعرض لها مسلمو الروهينجا في ميانمار، إلا أن الدعم الفعلي كان محدودًا جدًّا. ومن بين أهم هذه الجهود، كان تبرع المرشد الأعلى الإيراني، آية الله علي خامنئي، بمبلغ 300,000 دولار لتحسين ظروف معيشة الروهينجا، ومساهمة الهلال الأحمر الإيراني في تقديم الدعم، وإقامة مخيمات طوارئ ومستشفيات ميدانية واستقبال النازحين.

## طالع أيضًا
- التاريخ العسكري لأراكان[الإنجليزية]
- تاريخ جنوب شرق آسيا
- تاريخ راخين[الإنجليزية]